# John Ralston
Pour les articles homonymes, voir Ralston.
John Ralston, né le 9 octobre 1964 à Chatham, au Nouveau-Brunswick, est un acteur canadien. Il est surtout connu pour avoir joué le rôle de George Venturi dans la série humoristique Derek (Life with Derek) diffusée sur Disney Channel. 
John Ralston s'est lancé dans le métier d'acteur après avoir complété un diplôme en jazz à l'Université Saint-Francis-Xavier, en Nouvelle-Écosse. On a pu également le voir dans Les Secrets de Blake Holsey et Flash Gordon.
En 2006 et 2007, il apparaît dans des annonces commerciales canadiennes mettant en scène le Tundra de Toyota.

## Filmographie

### Cinéma
- 2003 : Hurt : Stevie's Dad
- 2003 : Another Country : Lloyd Chandler
- 2007 : Kaw : Oskar
- 2019 : Wedding Nightmare : Stevens
- 2016 : Un ours et deux amants de Kim Nguyen
- 2021 : Die in a Gunfight de Collin Schiffli
- 2023 : Infinity Pool de Brandon Cronenberg : Dr. Bob Modan
- 2015

Pound Of Flesh de 
Ernie Barbarash : Deacon

### Télévision

#### Série télévisée
- 2016 : Bitten : Sasha Antonov
- 2015 : The Lizzie Borden Chronicles : Ezekiel Danforth
- 2011 : Nikita : Dr Joseph Mars (Saison 2 Épisode 2)
- 2007 : Flash Gordon : Ming
- 2005 - 2009 : Derek : George Venturi
- 2003 : Crust : père/narrateur

#### Téléfilm
- 2014 : Client fatal (Client Seduction) : Détective Mike
- 2008 : La Messagère (A Near Death Experience) : Docteur William Shaw
- 2007 : Une vie brisée (Demons from Her Past) : Quentin
- 2006 : Destination 11 septembre (The Path to 9/11) : Flight SchoolTeacher
- 2006 : Collision fatale (Earthstorm) : Garth
- 2006 : The Velvet Devil : Jake
- 2006 : Angela's Eyes : Ed Mulhall
- 2004 : Irish Eyes : Paul Keaton
- 2004 : Un rêve à l'épreuve (Brave New Girl) : Jason Sloan
- 2004 : La Clinique du docteur H. (The Cradle Will Fall) : Dr. Richard Carroll
- 2003 : Jinnah - On Crime: White Knight, Black Widow : Neil Thompson
- 2003 : Defending Our Kids: The Julie Posey Story : Steve 42